# Колмогоров, Григорий Тимофеевич
Григо́рий Тимофе́евич Колмого́ров (26 сентября [8 октября] 1898, Колмогорова, Пермская губерния — 11 января 1960, Шадринск, Курганская область) — советский врач-невропатолог, кандидат медицинских наук, заслуженный врач РСФСР (1950), майор медицинской службы.

## Биография
Григорий Колмогоров родился в бедной крестьянской семье 26 сентября (8 октября) 1898 года (или 9 октября 1898 года) в деревне Колмогоровой Осиновской волости Шадринского уезда Пермской губернии. Ныне село Колмогоровское входит в Каргапольский муниципальный округ Курганской области. 
В семье было четверо детей. Отец дважды уходил на заработки: работал чернорабочим на Ленских прииска и на станции Бодайбо. Родители умерли от туберкулёза — мать в 1917 году, отец в феврале 1919 года.
В 1910 году Григорий окончил Колмогоровскую церковно-приходскую школу. Осенью того же года «за хороший почерк» был принят помощником письмоводителя (переписчика) в канцелярию земского начальника 9-го участка Шадринского уезда А. П. Окулова в селе Крестовском. С осени 1911 года до весны 1918 года учился в Шадринском реальном училище, получал стипендию Шадринского Земства и подрабатывал репетиторством.
25 августа 1918 года был мобилизован в Русскую армию, где служил писарем. В октябре поступил на юридический факультет Томского университета.
10 декабря 1919 года Григорий Колмогоров призван в Рабоче-крестьянскую Красную Армию. До апреля 1920 года служил в должности палатного надзирателя (санинструктора) в 1-м Томском тифозном госпитале. Затем был откомандирован в распоряжение окружного врачебно-санитарного отдела Приуральского военного округа в город Екатеринбург, где служил медстатистиком.
В сентябре 1921 года поступил в Уральский государственный медицинский институт.Через несколько месяцев был переведён в Петроград, где с 1921 по 1927 год учился в Государственном институте медицинских знаний (позднее это 2-й Ленинградский медицинский институт, затем — Санкт-Петербургская государственная медицинская академия имени И. И. Мечникова).
По окончания института, 7 июля 1927 года был приглашён Шадринским Окрздравотделом на работу в город Шадринск. 15 июля 1927 года назначен вторым врачом «Пункта помощи на дому и первой помощи» Центральной амбулатории города Шадринска и заведующим психиатрическим изолятором окружной Советской больницы. Весной 1928 года направлен в г. Свердловск «с целью ознакомления постановки лечебного дела неврологических учреждений и закупки необходимого инвентаря и медицинского оборудования». 1 октября 1928 года в Шадринске по его инициативе было открыто нервное отделение, ставшее одним из первых на Урале (после Перми и Свердловска). На протяжении нескольких десятилетий это отделение было единственным в области, а его неизменным заведующим (исключая годы Великой Отечественной войны) являлся Г. Т. Колмогоров.
С 1927 года Григорий Колмогоров избирался секретарём, а с 1938 года на протяжении многих лет — председатель научно-методического общества врачей г. Шадринска.
С 1928 по 1934 год был депутатом Шадринского городского Совета депутатов трудящихся; с 1934 по 1939 год — членом президиума Шадринского городского Совета депутатов трудящихся; с 1939 по 1947 год — депутатом Шадринского районного Совета депутатов трудящихся; с 1947 года — снова депутатом Шадринского городского Совета депутатов трудящихся. Был председателем постоянно действующей комиссии по здравоохранению и социальному обеспечению при Шадринском городском Совета депутатов трудящихся.
Григорий Тимофеевич Колмогоров являлся членом медицинской комиссии при военкомате, преподавал в школе медсестёр. С 1931 по 1935 год был врачом лечебной комиссии при Шадринском райкоме ВКП(б). Являлся членом ВТЭК при райсобесе. До войны был членом, затем председателем участковой избирательной комиссии по выборам в Верховный Совет РСФСР и СССР.
В 1941—1943 годах был начальником Шадринского эвакогоспиталя № 1726. В октябре 1943 года госпиталь был свёрнут, а Г. Т. Колмогоров возглавил в Шадринске войсковой лазарет № 172 Краснознамённого кавалерийского училища им. Первой Конной Армии.
В ноябре 1945 года в звании майора медицинской службы Григорий Колмогоров был демобилизован и вернулся на должность заведующего неврологическим отделением.
В мае 1948 года защитил кандидатскую диссертацию по теме «Клиническая характеристика весеннего клещевого энцефалита в Курганской области». В дальнейшем работал над докторской диссертацией по эпилепсии.
С 1948 по 1950 год учился в вечернем университете марксизма-ленинизма, который окончил с отличием.
С февраля по июнь 1951 года специализировался в области нейрохирургии при институте Академии медицинских наук СССР.
В апреле 1951 года был делегатом II Всесоюзного съезда профсоюза медицинских работников, состоявшегося в Ленинграде. В 1951 году — делегат III Всесоюзной конференции сторонников мира. Был делегатом III Всесоюзного съезда невропатологов и психиатров.
Владел немецким, английским, французским языками.
Григорий Тимофеевич Колмогоров умер после тяжёлой болезни 11 января 1960 года в городе Шадринске Курганской области. Похоронен там же, на Воскресенском кладбище.

## Награды и звания
- Звание «Заслуженный врач РСФСР», 16 мая 1950 года
- Орден «Знак Почёта», апрель 1951 года
- Медаль «За победу над Германией в Великой Отечественной войне 1941—1945 гг.»
- Медаль «За доблестный труд в Великой Отечественной войне 1941—1945 гг.»
- Значок «Отличнику здравоохранения», приказ Министерства здравоохранения СССР № 199-Н от 24 июля 1948 года
- Почётная грамота «За лечение раненых во время Великой Отечественной войны 1941—1945 гг.», приказ Народного комиссариата здравоохранения СССР от 25 февраля 1943 года № 29-Н.
- Благодарность, приказ Народного комиссариата здравоохранения № 74-О от 23 февраля 1946 года

## Память
Фонд Колмогорова Г. Т. в количестве 53 единиц хранения, был передан в госархив г. Шадринска из госархива Свердловской области в декабре 1984 года.

## Семья
- Жена — Колмогорова Александра Михайловна (в девичестве Поспелова), врач-педиатр.
- Дети — Владимир (род. 1924, врач-психоневролог) и Лев (1928—1938).